# Rock Sound
Rock Sound è una rivista britannica che tratta principalmente argomenti affini alla musica rock. Uscì per la prima volta nel marzo 1999, lanciata dall'editore francese Editions Freeway. In Italia la rivista è stata pubblicata sino al 2010 con il nome Rock Sound Magazine. Da allora il direttore Daniel C. Marcoccia ha diversi progetti, tra cui una Fanzine insieme all'artista italiano Valerio Menon